# Pomfret (New York)
Pour les articles homonymes, voir Pomfret.
Pomfret est une ville dans le Comté de Chautauqua de New York aux États-Unis. En 2010 la population était de 14,965 habitants.